# Amtsgericht Waldkirchen
Das Amtsgericht Waldkirchen war von 1879 bis 1973 ein Gericht der ordentlichen Gerichtsbarkeit in Waldkirchen in Bayern.

## Geschichte
Bis 1803 gehörte das Gebiet des heutigen Landkreises Freyung-Grafenau in Teilen zum Hochstift Passau. Hauptort des hochstiftischen Abteilandes war der Markt Waldkirchen, der direkt an einem der Hauptwege des Golden Steiges lag. 1806 wurde der bayerische Landgerichtsbezirk Wolfstein mit Sitz auf Schloss Wolfstein in der Landgemeinde Ort eingerichtet. Er gehörte zum Unterdonaukreis (ab 1838 Niederbayern). Das Bezirksamt Wolfstein umfasste im Jahr 1862 die Gemeinden des Landgerichts älterer Ordnung Wolfstein. Hinzu kamen die an das neu gebildete Landgericht älterer Ordnung Waldkirchen abgetretenen Gemeinden einschließlich der acht aus dem Landgerichtsbezirk Wegscheid ausgegliederten Gemeinden. Mit Inkrafttreten des Gerichtsverfassungsgesetzes am 1. Oktober 1879 wurde aus dem Landgericht Waldkirchen ein Amtsgericht in Waldkirchen gebildet. Das Amtsgericht Waldkirchen bestand bis zur Kreisgebietsreform 1973 und wurde ab 1. Juli 1973 zur Zweigstelle des Amtsgerichts Freyung. Diese wurde bereits mit Ende September 1975 wieder aufgelöst. Der Bezirk der aufgelösten Zweigstelle Waldkirchen wurde dem Amtsgericht Freyung zugeordnet.